# Santa Catarina Juquila
Santa Catarina Juquila är en ort i Mexiko.   Den ligger i kommunen Santa Catarina Juquila och delstaten Oaxaca, i den sydöstra delen av landet, 400 km sydost om huvudstaden Mexico City. Santa Catarina Juquila ligger 1 441 meter över havet och antalet invånare är 5 318.
Terrängen runt Santa Catarina Juquila är varierad. Runt Santa Catarina Juquila är det ganska tätbefolkat, med 93 invånare per kvadratkilometer. Närmaste större samhälle är San Miguel Panixtlahuaca, 9,9 km väster om Santa Catarina Juquila. I omgivningarna runt Santa Catarina Juquila växer i huvudsak städsegrön lövskog.